# Kevin Mitnick
Kevin Mitnick (født 6. august 1963, død 16. juli 2023) var en af de mest berømte hackere, der nogensinde er blevet fængslet. Han blev idømt en straf som mange mener er temmelig hård i forhold til hans forbrydelse. 

## Kronologisk historie
- 2003 – Medstifter og ejer af firmaet Mitnick Security, der tilbyder konsulenter til sikkerhedsspørgsmål. Forfatter om IT-sikkerhed.
- 2003 – Den 21. januar kunne Mitnick, i live TV, gå på nettet for første gang siden sin arrestation i 1995. Den første hjemmeside han besøgte var kærestens weblog, Labmisstress.com.
- 2002 – Løsladelse fra fængslet med den klausul, at han under ingen omstændigheder måtte komme i nærheden af en computer eller internettet.
- 1995 – Mitnick blev anholdt af FBI den 15. februar. Han blev anklaget og dømt for at bryde ind i en af USA's mest sikre computersystemer.
- 1994 – I julen bryder Mitnick ind i Tsutomu Shimomura's computere i San Diego, Californien. Mindre end 2 måneder senere havde Tsutomu sporet Mitnick i en elektronisk jagt tværs over USA.
- 1990 – Måtte gå under jorden i over et år efter beskyldninger for, at pille ved en TRW-kreditvurderingscomputer. En arrestordre blev udstedt, men af uvisse grunde forsvandt den fra Politiets system uden forklaring.
- 1988 – Erkendte sig skyldig i en anklage for computersvindel og en anklage for at være i besiddelse af ulovlige langdistanceadgangskoder, efter at være blevet fanget for natlige angreb i et forsøg på at tiltvinge sig adgang til Digital's firmanetværk, også kaldet Easynet, med det formål at stjæle en kopi af Digital's VMS minicomputer-styresystem.
- 1987 – Dom for at stjæle software fra Santa Cruz Operation (SCO).
- 1983 – Dom for at bryde ind i Pentagons computersystem via ARPANET fra en af universitetet USCs terminaler.
- 1981 – Dom for at ødelægge data på et computernetværk og for at stjæle administratormanualer fra telefonselskabet.